# Anne-Laure Viard
Anne-Laure Viard (* 7. Juni 1981 in Arras) ist eine ehemalige französische Kanutin.

## Karriere
Anne-Laure Viard gab 2004 ihr Debüt bei den Olympischen Spielen, bei denen sie mit Marie Delattre im Zweier-Kajak über 500 Meter startete. Im Vorlauf belegten sie zunächst den fünften Rang, ehe sie im Halbfinale als Vierte knapp den Finaleinzug verpassten. Weitaus mehr Erfolg hatten die beiden vier Jahre darauf bei den Olympischen Spielen 2008 in Peking. Erneut nahmen sie an der Konkurrenz im Zweier-Kajak auf der 500-Meter-Strecke teil und qualifizierten sich mit einem zweiten Platz im Vorlauf für das Finale. In diesem kamen sie nach 1:42,128 Minuten hinter Katalin Kovács und Natasa Janics aus Ungarn sowie den Polinnen Aneta Konieczna und Beata Mikołajczyk als Dritte ins Ziel und sicherten sich damit den Gewinn der Bronzemedaille.
Bereits 2005 hatten Viard und Delattre jeweils Bronze bei den Weltmeisterschaften in Zagreb und Europameisterschaften in Posen gewonnen. Eine weitere Bronzemedaille gewannen sie 2007 bei den Weltmeisterschaften in Duisburg. Im Einer-Kajak belegte Viard auf der 200-Meter-Distanz sowohl bei den Europameisterschaften 2006 in Račice u Štětí als auch bei den Weltmeisterschaften 2009 in Dartmouth den dritten Platz.
Auch bei den Mittelmeerspielen 2005 in Almería sicherte sich Viard im Einer-Kajak über 500 Meter Bronze.